# UGC 9405
UGC 9405（也稱為PGC 52142）是在大熊座的一個黯淡的矮不規則星系。它與地球的距離大約是2,050萬光年，或是630萬秒差距。它被列為M101星系群的成員，這個星系群包含圍繞最大的風車星系（M101）運行的幾個星系。然而，由於它與風車星系相距甚遠，其成員身份尚待確定